# Rebelde (3.ª temporada)
A terceira e última temporada de Rebelde, uma telenovela mexicana escrita por Pedro Damián e Pedro Armando Rodríguez e dirigida por Juan Carlos Muñoz, Luis Pardo e Felipe Nájera, estreou pelo Canal de las Estrellas entre 16 de janeiro de 2006 e terminando em 2 de junho de 2006, após 105 episódios, sendo exibida entre às segundas e sextas-feiras, às 18:00.
Foi protagonizada por Anahí, Dulce María, Alfonso Herrera, Christopher Uckermann, Maite Perroni e Christian Chávez, enquanto os protagonistas adultos foram Ninel Conde e Juan Ferrara, além das participações antagónicas de Enrique Rocha, Tony Dalton e Fuzz. Contou também com as atuações estrelares de  Estefanía Villarreal, Zoraida Gómez, Jack Duarte, Karla Cossío, Eddy Vilard, Angelique Boyer e Diego Boneta e da consagrada atriz Lourdes Canale.

## Sinopse
Rebelde chega à sua terceira e última temporada, em que acompanharemos Roberta (Dulce María), Miguel (Alfonso Herrera), Lupita (Maite Perroni), Giovanni (Christian Chávez), Mía (Anahí) e Diego (Christopher Uckermann) no último ano escolar da Elite Way School. Nessa terceira temporada surgirão novas histórias, conflitos e desavenças, mas os garotos descobrirão que, em meio a suas diferenças irreconciliáveis, têm um ponto em comum: o amor pela música. A última temporada de Rebelde trará novas aventuras e muitas surpresas, no que será o final de uma história que conquistou o mundo inteiro.

## Elenco

### Principal
- Anahí como Mia Colucci Cárceres
- Dulce María como Roberta Alexandra Maria Pardo Rey
- Alfonso Herrera como Miguel Arango Cervera
- Christopher Uckermann como Diego Bustamante Dregh
- Maite Perroni como Guadalupe "Lupita" Fernández
- Christian Chávez como Juan "Giovanni" Méndez López
- Ninel Conde como Alma Rey
- Juan Ferrara como Franco Colucci
- Enrique Rocha como León Bustamante
- Zoraida Gómez como Josy Luján Landeros
- Estefania Villareal como Celina Ferreira Mitre
- Angelique Boyer como Victoria "Vick" Paz Millán
- Diego Boneta como Rocco Bezaury
- Eddy Vilard como Teodoro "Téo" Ruiz-Palácios
- Karla Cossío como Pilar Gandía Rosalez
- Fuzz como Sol de la Riva
- Tony Dalton como Gastón Diestro
- Derrick James como Diego "Santos" Fontes Echagüe
- Jack Duarte como Tomás Goycoléa Kantun
- Viviana Ramos como Dolores "Lola" Fernández Arregui
- Allison Lozano como Bianca Delight Abril
- Leticia Perdigón como Mayra Fernández
- María Fernanda García como Alice Salazar
- Felipe Nájera como Pascoal Gandía Pérez
- Lourdes Reyes como Júlia Lozano

### Recorrente
- Nailea Norvind como Marina Cárceres
- Lisardo Guarinos como Martin / Otávio Reverte
- Claudia Schmidt como Sabrina Guzman
- Tiare Scanda como Galia Rosales de Gandía
- Fernanda Polín como Raquel Sender Ramos Byron
- Antonio Sainz como Isaac Urcola dos Santos
- Pedro Weber como Peter
- Georgina Salgado como Augusta "Augustina" Lauman Medeiros
- Cynthia Copelli como Mabel Dregh de Bustamante
- Michelle Renaud como Jaqueline "Jaque" Peneda
- Ernesto Díaz como Maurício Garza Alebrija
- Mariana Ríos como Viviana Fernández Arregui
- Grisel Margarita como Anita
- Marco Antonio Valdés como Dante
- Miguel Ángel Biaggio como Javier Alanis
- Liuba De Lasse como Catalina "Cata"
- José Ron como Enzo
- Patsy como Inés
- Roxana Martínez como Milagrosa

### Participações especiais
- Hilary Duff[5]

## Exibição
No Brasil
Foi transmitida originalmente pelo SBT entre 04 de agosto e 29 de dezembro de 2006, em 94 capítulos, substituindo a segunda temporada e sendo substituída por A Vida é um Jogo.
Foi reprisada pelo SBT entre 04 de dezembro de 2014 e 13 de março de 2015, em 72 capítulos, substituindo a segunda temporada e sendo substituída por Chiquititas.
A terceira temporada estreou em 3 de junho de 2024 na plataforma brasileira de streaming Globoplay.

## Episódios
Créditos:
| N.º na série | N.º na temp. | Título         | Exibição original       |
| ------------ | ------------ | -------------- | ----------------------- |
| 336          | 1            | "Capítulo 1"   | 16 de janeiro de 2006   |
| 337          | 2            | "Capítulo 2"   | 17 de janeiro de 2006   |
| 338          | 3            | "Capítulo 3"   | 18 de janeiro de 2006   |
| 339          | 4            | "Capítulo 4"   | 19 de janeiro de 2006   |
| 340          | 5            | "Capítulo 5"   | 20 de janeiro de 2006   |
| 341          | 6            | "Capítulo 6"   | 23 de janeiro de 2006   |
| 342          | 7            | "Capítulo 7"   | 24 de janeiro de 2006   |
| 343          | 8            | "Capítulo 8"   | 25 de janeiro de 2006   |
| 344          | 9            | "Capítulo 9"   | 26 de janeiro de 2006   |
| 345          | 10           | "Capítulo 10"  | 27 de janeiro de 2006   |
| 346          | 11           | "Capítulo 11"  | 30 de janeiro de 2006   |
| 347          | 12           | "Capítulo 12"  | 31 de janeiro de 2006   |
| 348          | 13           | "Capítulo 13"  | 1 de fevereiro de 2006  |
| 349          | 14           | "Capítulo 14"  | 2 de fevereiro de 2006  |
| 350          | 15           | "Capítulo 15"  | 3 de fevereiro de 2006  |
| 351          | 16           | "Capítulo 16"  | 6 de fevereiro de 2006  |
| 352          | 17           | "Capítulo 17"  | 7 de fevereiro de 2006  |
| 353          | 18           | "Capítulo 18"  | 8 de fevereiro de 2006  |
| 354          | 19           | "Capítulo 19"  | 9 de fevereiro de 2006  |
| 355          | 20           | "Capítulo 20"  | 10 de fevereiro de 2006 |
| 356          | 21           | "Capítulo 21"  | 13 de fevereiro de 2006 |
| 357          | 22           | "Capítulo 22"  | 14 de fevereiro de 2006 |
| 358          | 23           | "Capítulo 23"  | 15 de fevereiro de 2006 |
| 359          | 24           | "Capítulo 24"  | 16 de fevereiro de 2006 |
| 360          | 25           | "Capítulo 25"  | 17 de fevereiro de 2006 |
| 361          | 26           | "Capítulo 26"  | 20 de fevereiro de 2006 |
| 362          | 27           | "Capítulo 27"  | 21 de fevereiro de 2006 |
| 363          | 28           | "Capítulo 28"  | 22 de fevereiro de 2006 |
| 364          | 29           | "Capítulo 29"  | 23 de fevereiro de 2006 |
| 365          | 30           | "Capítulo 30"  | 24 de fevereiro de 2006 |
| 366          | 31           | "Capítulo 31"  | 27 de fevereiro de 2006 |
| 367          | 32           | "Capítulo 32"  | 28 de fevereiro de 2006 |
| 368          | 33           | "Capítulo 33"  | 1 de março de 2006      |
| 369          | 34           | "Capítulo 34"  | 2 de março de 2006      |
| 370          | 35           | "Capítulo 35"  | 3 de março de 2006      |
| 371          | 36           | "Capítulo 36"  | 6 de março de 2006      |
| 372          | 37           | "Capítulo 37"  | 7 de março de 2006      |
| 373          | 38           | "Capítulo 38"  | 8 de março de 2006      |
| 374          | 39           | "Capítulo 39"  | 9 de março de 2006      |
| 375          | 40           | "Capítulo 40"  | 10 de março de 2006     |
| 376          | 41           | "Capítulo 41"  | 13 de março de 2006     |
| 377          | 42           | "Capítulo 42"  | 14 de março de 2006     |
| 378          | 43           | "Capítulo 43"  | 15 de março de 2006     |
| 379          | 44           | "Capítulo 44"  | 17 de março de 2006     |
| 380          | 45           | "Capítulo 45"  | 17 de março de 2006     |
| 381          | 46           | "Capítulo 46"  | 20 de março de 2006     |
| 382          | 47           | "Capítulo 47"  | 21 de março de 2006     |
| 383          | 48           | "Capítulo 48"  | 22 de março de 2006     |
| 384          | 49           | "Capítulo 49"  | 23 de março de 2006     |
| 385          | 50           | "Capítulo 50"  | 24 de março de 2006     |
| 386          | 51           | "Capítulo 51"  | 27 de março de 2006     |
| 387          | 52           | "Capítulo 52"  | 28 de março de 2006     |
| 388          | 53           | "Capítulo 53"  | 29 de março de 2006     |
| 389          | 54           | "Capítulo 54"  | 30 de março de 2006     |
| 390          | 55           | "Capítulo 55"  | 31 de março de 2006     |
| 391          | 56           | "Capítulo 56"  | 3 de abril de 2006      |
| 392          | 57           | "Capítulo 57"  | 4 de abril de 2006      |
| 393          | 58           | "Capítulo 58"  | 5 de abril de 2006      |
| 394          | 59           | "Capítulo 59"  | 6 de abril de 2006      |
| 395          | 60           | "Capítulo 60"  | 7 de abril de 2006      |
| 396          | 61           | "Capítulo 61"  | 10 de abril de 2006     |
| 397          | 62           | "Capítulo 62"  | 11 de abril de 2006     |
| 398          | 63           | "Capítulo 63"  | 12 de abril de 2006     |
| 399          | 64           | "Capítulo 64"  | 13 de abril de 2006     |
| 400          | 65           | "Capítulo 65"  | 14 de abril de 2006     |
| 401          | 66           | "Capítulo 66"  | 17 de abril de 2006     |
| 402          | 67           | "Capítulo 67"  | 18 de abril de 2006     |
| 403          | 68           | "Capítulo 68"  | 19 de abril de 2006     |
| 404          | 69           | "Capítulo 69"  | 20 de abril de 2006     |
| 405          | 70           | "Capítulo 70"  | 21 de abril de 2006     |
| 406          | 71           | "Capítulo 71"  | 24 de abril de 2006     |
| 407          | 72           | "Capítulo 72"  | 25 de abril de 2006     |
| 408          | 73           | "Capítulo 73"  | 26 de abril de 2006     |
| 409          | 47           | "Capítulo 74"  | 27 de abril de 2006     |
| 410          | 75           | "Capítulo 75"  | 28 de abril de 2006     |
| 411          | 76           | "Capítulo 76"  | 1 de maio de 2006       |
| 412          | 77           | "Capítulo 77"  | 2 de maio de 2006       |
| 413          | 78           | "Capítulo 78"  | 3 de maio de 2006       |
| 414          | 79           | "Capítulo 79"  | 4 de maio de 2006       |
| 415          | 80           | "Capítulo 80"  | 5 de maio de 2006       |
| 416          | 81           | "Capítulo 81"  | 8 de maio de 2006       |
| 417          | 82           | "Capítulo 82"  | 9 de maio de 2006       |
| 418          | 83           | "Capítulo 83"  | 10 de maio de 2006      |
| 419          | 84           | "Capítulo 84"  | 11 de maio de 2006      |
| 420          | 85           | "Capítulo 85"  | 12 de maio de 2006      |
| 421          | 86           | "Capítulo 86"  | 15 de maio de 2006      |
| 422          | 87           | "Capítulo 87"  | 16 de maio de 2006      |
| 423          | 88           | "Capítulo 88"  | 17 de maio de 2006      |
| 424          | 89           | "Capítulo 89"  | 18 de maio de 2006      |
| 425          | 90           | "Capítulo 90"  | 19 de maio de 2006      |
| 426          | 91           | "Capítulo 91"  | 22 de maio de 2006      |
| 427          | 92           | "Capítulo 92"  | 23 de maio de 2006      |
| 428          | 93           | "Capítulo 93"  | 24 de maio de 2006      |
| 429          | 94           | "Capítulo 94"  | 25 de maio de 2006      |
| 430          | 95           | "Capítulo 95"  | 26 de maio de 2006      |
| 431          | 96           | "Capítulo 96"  | 29 de maio de 2006      |
| 432          | 97           | "Capítulo 97"  | 29 de maio de 2006      |
| 433          | 98           | "Capítulo 98"  | 30 de maio de 2006      |
| 434          | 99           | "Capítulo 99"  | 30 de maio de 2006      |
| 435          | 100          | "Capítulo 100" | 31 de maio de 2006      |
| 436          | 101          | "Capítulo 101" | 31 de maio de 2006      |
| 437          | 102          | "Capítulo 102" | 1 de junho de 2006      |
| 438          | 103          | "Capítulo 103" | 1 de junho de 2006      |
| 439          | 104          | "Capítulo 104" | 2 de junho de 2006      |
| 440          | 105          | "Capítulo 105" | 2 de junho de 2006      |

## Trilha sonora
As canções do álbum Nuestro Amor (2005) continuaram fazendo parte da trilha sonora da terceira temporada, apenas a canção "No Pares", presente no álbum Live in Hollywood (2006) foi introduzida como tema de abertura.